# Oh Yeah! Cartoons
Oh Yeah! Cartoons is een Amerikaans televisieprogramma dat eind jaren '90 werd uitgezonden op het Nickelodeon kabelkanaal. Oh Yeah! liep officieel van 17 juli 1998 tot 26 mei 2001. Oh Yeah! was een animatieproject van Fred Seibert, voormalig Creative Director van MTV Networks in de VS en de voorzitten van Hanna-Barbera. Het werd gemaakt door Frederator Studios en uit de series van Oh Yeah! ontstonden later een paar NickToons als spin-off. Het programma werd gepresenteerd door Kenan Thompson, bekend van All That en Kenan & Kel, in het derde seizoen werd het programma gepresenteerd door Josh Server, ook van All That.
De tekenfilms die werden getoond in Oh Yeah! duurden maar zeven minuten. Oh Yeah! is wel het grootste televisieprogramma voor beginnende filmmakers, omdat er bijna 100 tekenfilmpjes werden gemaakt. Er kwamen zelfs drie spin-offs van een half uur uit Oh Yeah!:
- The Fairly OddParents
- ChalkZone
- My Life as a Teenage Robot

Er werden in het eerste seizoen van Oh Yeah! in het totaal 39 gloednieuwe zeven minuten durende tekenfilms in 13 afleveringen gemaakt. In de hele tijd dat Oh Yeah! op televisie werd uitgezonden, zijn er meer dan 99 tekenfilms en 54 karakters verzonnen.

## Soortgelijke televisieprogramma's
- What a Cartoon! Show op Cartoon Network
- Shorty McShort's Shorts op Disney Channel
- KaBlam! op NickToons
- Short Circutz op YTV

## Trivia
Er komt in de VS een spin-off van Oh Yeah met 39 originele tekenfilms op Nickelodeon in 2008, onder de naam van Random! Cartoons.